# Joseph Lanjuinais
Pour les autres membres de la famille, voir Famille Lanjuinais.
Joseph Lanjuinais (1730-v. 1808) est un homme d'Église, bénédictin puis protestant, et écrivain français.

## Biographie
Né en Bretagne, Joseph Lanjuinais entra d'abord dans l'ordre de Saint-Benoît, et y professa la théologie.
Des querelles de couvent lui firent abandonner son monastère, son ordre, sa patrie. S'étant retiré à Moudon, en Suisse, il y embrassa la religion réformée, et devint principal du collège de cette ville (1765).

« C'était un homme d'une imagination vive et d'une grande instruction. »

— Michaud, Biographie universelle ancienne et moderne
On a souvent confondu Joseph Lanjuinais avec ses neveux Jean-Denis et Joseph-Elisabeth.

## Œuvres
- Le Monarque accompli, ou Prodiges de bonté, de savoir et de sagesse, qui font l'éloge de S. M. I. Joseph II, et qui rendent cet auguste monarque si précieux à l'humanité, discutés au tribunal de la raison et de l'équité, 1774, 3 vol. petit in-8°.L'auteur s'est servi de ce cadre pour exposer sa façon de penser sur beaucoup de sujets : en général, il professe les doctrines philosophiques. Sur quelques points cependant, tels que le commerce des blés, la noblesse commerçante, il diffère d'opinion avec les économistes. Il demande à grands cris la tolérance religieuse, l'abolition de l'esclavage, la suppression graduelle des couvents, etc. Quoique imprimé hors de France, et depuis deux ans, ce livre attira l'attention de Séguier, avocat général, qui, le 7 mai 1776, à la suite d'un réquisitoire, en obtint la proscription comme séditieux, etc. Turgot venait de quitter le ministère ; « et l'on croit que c'était contre les principes du ministre disgracié que l'avocat général était bien aise de se prononcer[1] ». Cet arrêt fut cause des réimpressions qu'on fit, en 1777 et 1780, du Monarque accompli.
- Manuel des jeunes orateurs, ou Tableau historique et méthodique de l'éloquence, 1777, 2 vol. in-12 ;
- Supplément à l'Espion anglais, ou Lettres intéressantes sur la retraite de M. Necker, sur le sort de la France et de l'Angleterre, et sur la détention de M. Linguet à la Bastille, 1781.Petit in-8°, formant le tome 11e de la collection. Il y a eu plusieurs réimpressions.
- Un Éloge de Catherine II, qui était alors vivante.
- Une traduction des Méditations de Dodd ;
- Esprit du pape Clément XIV, mis au jour par le R. V. B., confesseur de ce souverain pontife, et dépositaire de tous ses secrets, traduit de l'italien par l'abbé C..., 1775.C'est une satire des abus et des erreurs qu'il reproche à l'Église romaine. Ce livre fut sévèrement défendu en France : il est anonyme ; mais on y retrouve les principes du Monarque accompli, et il est avoué par l'auteur du Supplément à l'Espion anglais (lettre 9e).